# Center for Media and Democracy

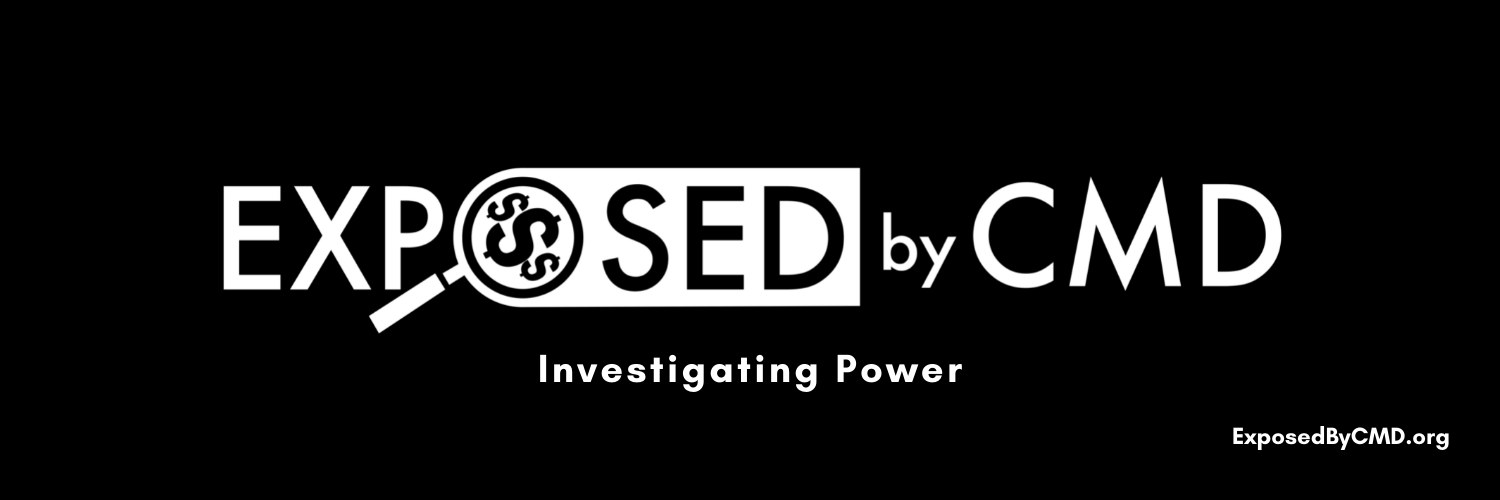
Logo der Website ExposedbyCMD des Center for Media and Democracy

Das Center for Media and Democracy (CMD) ist eine Non-Profit-Organisation, die es sich unter anderem zur Aufgabe gemacht hat, investigativen Journalismus zu fördern. Sie wurde 1993 gegründet und hat ihren Sitz in Madison, Wisconsin.
Die Organisation wurde bis 2009 von ihrem Gründer John Stauber geleitet. Heute (Stand 2019) ist Arn Pearson ihr Geschäftsführer.